# Mártir de Cuilapan (kommun)
Mártir de Cuilapan är en kommun i Mexiko.   Den ligger i delstaten Guerrero, i den södra delen av landet, 180 km söder om huvudstaden Mexico City. Antalet invånare är 17 702. Arean är 500 kvadratkilometer.
Terrängen i Mártir de Cuilapan är kuperad söderut, men norrut är den bergig.
Följande samhällen finns i Mártir de Cuilapan:
- Apango
- Hueyitlalpan
- Tula del Río
- Tlamamacan
- San Marcos Oacatzingo
- San Agustín Ostotipan
- Aixcualco
- Xicomulco
- Tebernillas